# Kazimierz Boratyński
Kazimierz Boratyński (ur. 30 lipca 1906 w Gródku, zm. 8 grudnia 1991 we Wrocławiu) – polski chemik, specjalista chemii rolniczej, profesor Uniwersytetu Wrocławskiego i Wyższej Szkoły Rolniczej (później Akademii Rolniczej) we Wrocławiu, członek Polskiej Akademii Nauk.

## Życiorys

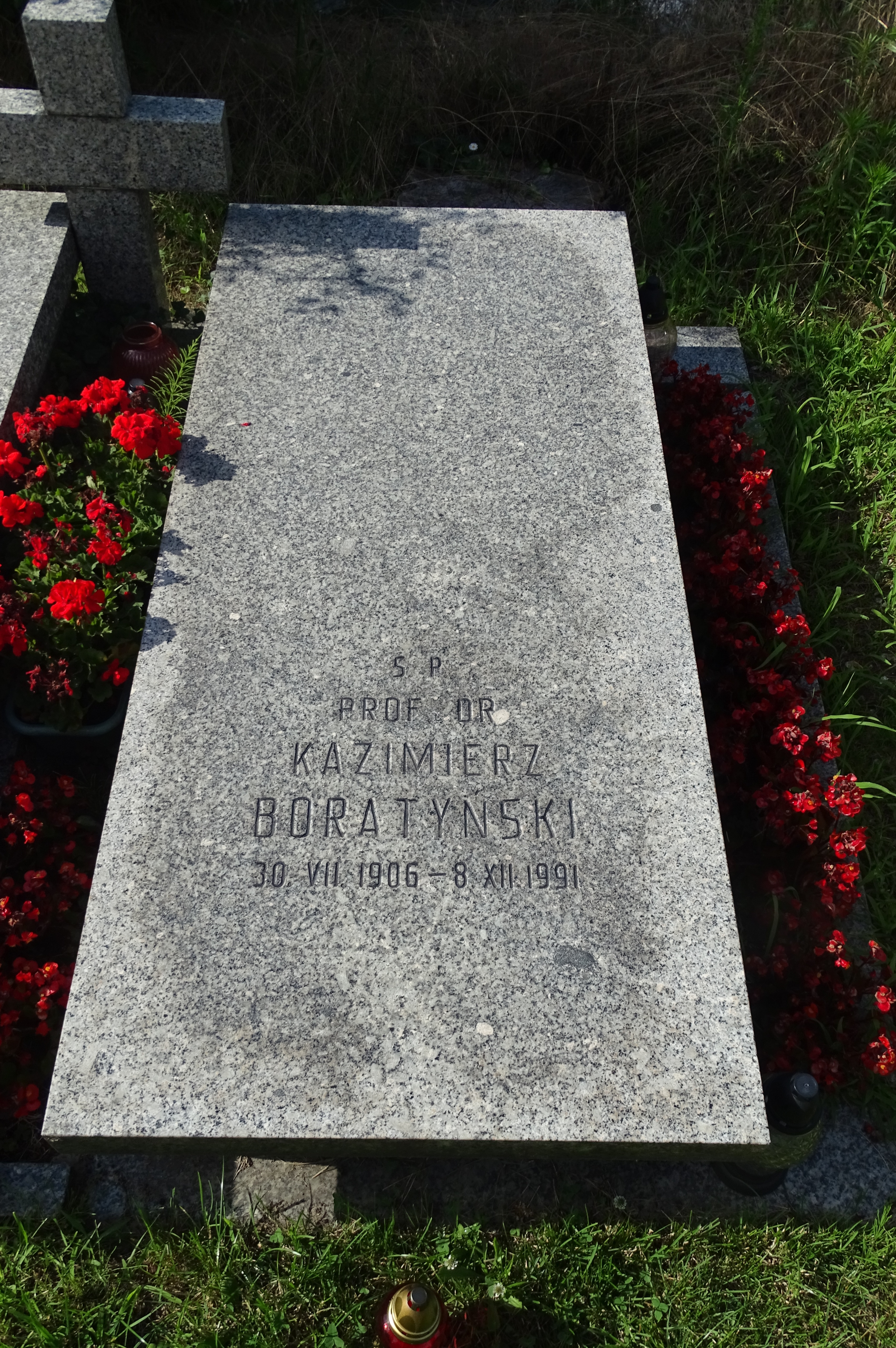
Grób Kazimierza Boratyńskiego na cmentarzu przy ul. Smętnej we Wrocławiu

Wyższe studia chemiczne ukończył w 1928 r. na Uniwersytecie Poznańskim, uzyskując stopień magistra filozofii. Stopień doktora filozofii w zakresie chemii uzyskał na tamtejszym Uniwersytecie w 1932 r. Zainteresowania chemiczno-rolnicze pogłębił w czasie swoich studiów zagranicznych: w 1934 r. w Zurichu, w 1936 r. w Sztokholmie i w 1938 r. w Uppsali.
W czasie wojny pracował w Poznaniu jako robotnik, a następnie od 1941 r. aż do wyzwolenia spod okupacji w Instytucie Rolniczym w Puławach, początkowo jako asystent Zakładu Nawożenia, a później jako kierownik Stacji Chemiczno-Rolniczej. Habilitował się w 1945 r. na Wydziale Rolno-Leśnym Uniwersytetu Poznańskiego w zakresie chemii gleby. W 1945 r. jako zastępca profesora był kierownikiem Katedry Żywienia Roślin i Nawożenia Uniwersytetu Marii Curie-Skłodowskiej w Lublinie.
Od 1946 r. pracował stale we Wrocławiu. W latach 1946–1951 był profesorem nadzwyczajnym Uniwersytetu Wrocławskiego, przez krótki czas (w 1951 r.) pełnił funkcję dziekana Wydziału Rolniczego tej uczelni. Od 1951 r. był profesorem wrocławskiej Wyższej Szkoły Rolniczej, dziekanem Wydziału Rolniczego (1951–1954) i prorektorem (1956–1959); od 1956 r. profesor zwyczajny.
Od 1964 r. Boratyński był członkiem korespondentem, a od 1973 r. członkiem rzeczywistym PAN; w latach 1961–1964 pełnił funkcję wiceprezesa Polskiego Towarzystwa Gleboznawczego.
Otrzymał tytuły doktora honoris causa Wyższej Szkoły Rolniczej w Poznaniu (1969) i Akademii Rolniczej we Wrocławiu.
W pracy naukowej zajmował się chemią nawozów mineralnych, chemią i fizyką gleb, procesami próchniczymi w glebie, geografią gleb. Ogłosił około 150 prac, m.in.:
- O kwasach metafosforowych (1932)
- Metafosforany i pirofosforany jako źródło fosforu dla roślin (1933, współautor)
- O odmianach pięciotlenku fosforu (1933)
- Badania nad próchnicą (1962-1965, 4 części, współautor)
- Wpływ nawożenia na związki próchnicze gleby lekkiej (1968)

## Odznaczenia
- Złoty Krzyż Zasługi
- Krzyż Oficerski i Komandorski Orderu Odrodzenia Polski
- Medal Komisji Edukacji Narodowej
- Order Sztandaru Pracy I klasy
- Medal 10-lecia Polski Ludowej
- Medal 30-lecia Polski Ludowej